# Schenda-Gletscher
Der Schenda-Gletscher (bulgarisch ледник Женда lednik Schenda) ist ein 8 km langer und 4,8 km breiter Gletscher im westantarktischen Ellsworthland. Auf der Ostseite des Hauptkamms der Sentinel Range im Ellsworthgebirge fließt er von den Nordosthängen des Mount Sharp und den Osthängen des Mount Barden gemeinsam mit dem Skaklja-Gletscher in nordwestlicher Richtung zum Sabazios-Gletscher, den er westlich des Mount Lanning in den Sostra Heights erreicht.
US-amerikanische Wissenschaftler kartierten ihn 1961. Die bulgarische Kommission für Antarktische Geographische Namen benannte ihn 2014 nach der Ortschaft Schenda im Süden Bulgariens.